# I Muppets venuti dallo spazio
I Muppets venuti dallo spazio (Muppets from Space) è un film diretto da Tim Hill del 1999, con protagonisti Andie MacDowell e Jeffrey Tambor. È il sesto film dei Muppet e il sequel de I Muppet nell'isola del tesoro.

## Trama
Gonzo, che soffre di solitudine per il fatto di essere apparentemente l'unico esemplare della sua specie (viene infatti classificato come un "coso"), viene contattato attraverso una tazza di cereali da una misteriosa specie aliena, e scopre di avere origini extraterrestri. Prima di incontrare i propri simili dovrà però sfuggire alle grinfie di un perfido agente del governo (Jeffrey Tambor) che vuole usare Gonzo per convincere i propri superiori che gli alieni esistono.

## Produzione
Frank Oz non è stato disponibile per la maggior parte della produzione del film. Di conseguenza, i suoi personaggi sono stati animati sul set da altri animatori, che Oz poi doppiò in post-produzione.
Per la maggior parte delle riprese, sono stati Peter Linz, John Kennedy e Rickey Boyd ad animare i suoi personaggi. Le loro voci si possono ancora sentire in diverse scene utilizzate nel trailer cinematografico del film, così come nei bloopers del DVD.

## Accoglienza

### Botteghino
Il film ha incassato 22,3 milioni di dollari, a fronte di un budget di 24 milioni.

### Critica
Su Rotten Tomatoes, il film ha una valutazione del 63% basata su 56 recensioni. Il consenso del sito recita "Se I Muppets venuti dallo spazio manca della magia e dell'intelligenza dei suoi predecessori cinematografici, questo divertente scherzo spaziale è divertente e abbastanza intelligente da rendere l'intrattenimento per la famiglia migliore della media".

## Riconoscimenti
- 2000 - Young Artist Award
  - Nomination Miglior film commedia per la famiglia